# Шпогис, Казимир Альбинович
Казимир Альбинович Шпогис (Kazimirs Špoģis) (28.03.1927 — 26.03.2010) — латвийский государственный деятель и учёный в области экономики сельского хозяйства, доктор сельскохозяйственных наук, профессор, член-корреспондент Академии наук Латвийской ССР (1982). Член КПСС в 1950—1991 годах.

## Биография
Окончил Латвийскую сельскохозяйственную академию (1956) и её аспирантуру (1959).
Послужной список:
- 1949—1952 преподаватель Ранкской сельскохозяйственной школы, комсорг волости, первый секретарь райкома[где?] комсомола,
- 1952—1953 заместитель председателя Гауйенского райисполкома,
- 1953—1958 директор Пиебалгской МТС,
- 1958—1959 начальник Балдонской районной сельскохозяйственной инспекции
- 1959—1961 председатель Смилтенского и Валкского райисполкомов,
- 1961—1962 первый заместитель министра снабжения Латвийской ССР,
- 1962—1963 начальник Рижского территориального колхозно-совхозного управления,
- 1963—1965 заместитель министра сельского хозяйства Латвийской ССР,
- 1963—1973 директор Латвийского НИИ сельскохозяйственных исследований,
- 1973 заместитель директора Латвийского НИИ земледелия и экономики сельского хозяйства.

С 1976 года — ректор Латвийской сельскохозяйственной академии, с 1980 г. министр сельского хозяйства Латвийской ССР.
С 1984 года — заместитель Председателя Совета Министров Латвийской ССР — председатель комиссии Президиума Совета Министров Латвийской ССР по вопросам агропромышленного комплекса. В 1985—1986 гг. председатель Агропрома Латвийской ССР.
Доктор сельскохозяйственных наук, профессор, член-корреспондент Академии наук Латвийской ССР (1982).
Заслуженный деятель науки Латвийской ССР.
Член ЦК Компартии Латвии. Избирался депутатом Верховного Совета Латвийской ССР 10-12 созывов.